# Проект Азоріан
Проект «Азоріан» (також званий пресою «Дженніфер» через його секретний відсік) був проектом Центрального розвідувального управління (ЦРУ) США з підйому затонулого радянського підводного човна К-129 з дна Тихого океану в 1974 році за допомогою спеціально побудованого корабля Hughes Glomar Explorer. Затоплення К-129 у 1968 році сталося приблизно за 1560 миль (2510 км) на північний захід від Гаваїв. Проект «Азоріан» був однією з найскладніших, найдорожчих і найсекретніших розвідувальних операцій часів Холодної війни, вартість якої становила близько 800 мільйонів доларів, або 5,1 мільярда доларів сьогодні.